# Landecki járás
A Landecki járás egyike Ausztria tartományának, Tirolnak a kilenc járása közül. Székhelye Landeck, területe 1595 km², lakosainak száma 43 886 fő, népsűrűsége pedig 28 fő/km² (2015. január 1-jén).

## Közigazgatási beosztás
A járásban 30 község található, melyek közül egy városi rangot visel, három pedig mezőváros.
Város
1. Landeck (7 742)

Községek
1. Faggen (371)
2. Fendels (270)
3. Fiss (978)
4. Fließ (2 921)
5. Flirsch (939)
6. Galtür (826)
7. Grins (1 386)
8. Ischgl (1 596)
9. Kappl (2 625)
10. Kaunerberg (402)
11. Kaunertal (630)
12. Kauns (472)
13. Ladis (533)
14. Nauders (1 558)
15. Pettneu am Arlberg (1 459)
16. Pfunds (2 544)
17. Pians (800)
18. Prutz (1 735)
19. Ried im Oberinntal (1 264)
20. Sankt Anton am Arlberg (2 564)

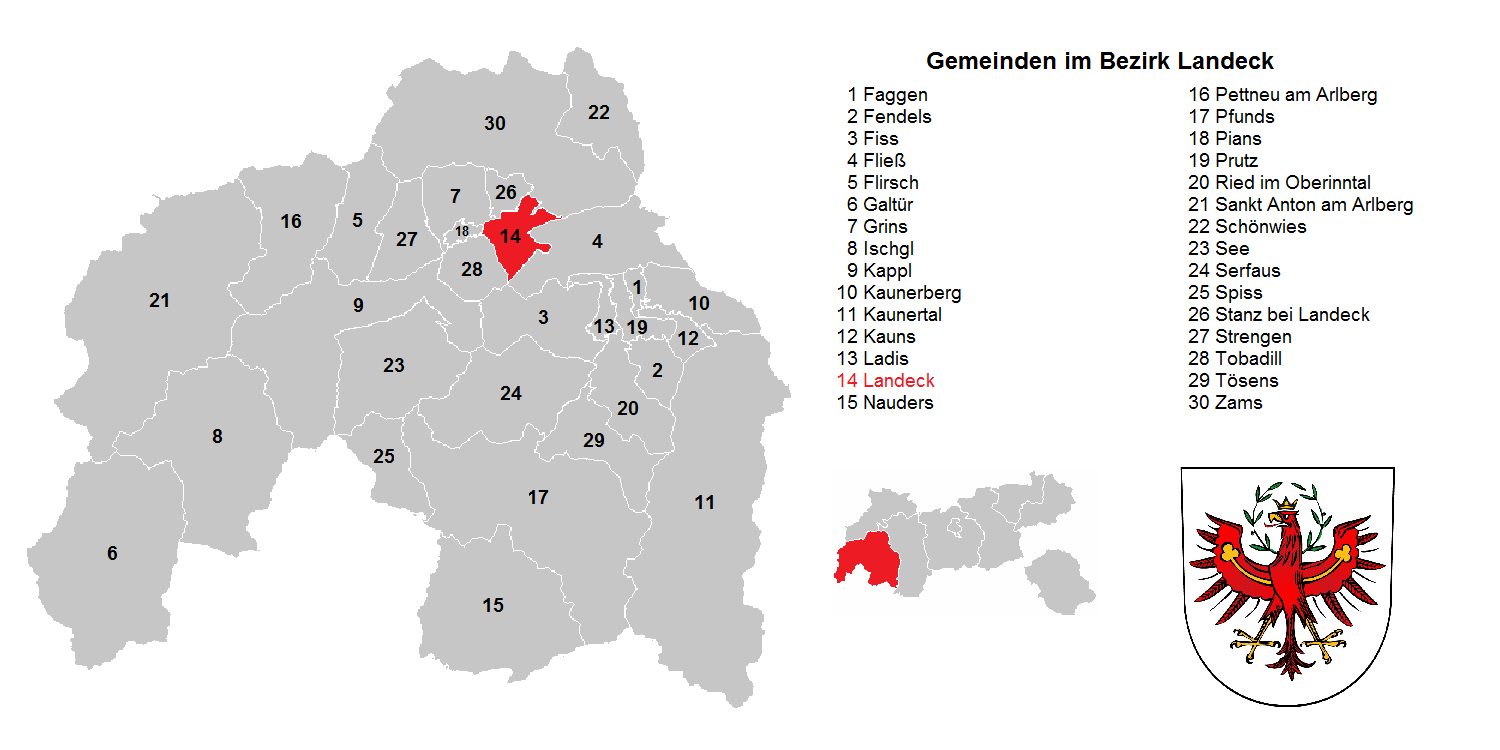
A Landecki járás települései

21. Schönwies (1 712)
22. See (1 164)
23. Serfaus (1 081)
24. Spiss (134)
25. Stanz bei Landeck (590)
26. Strengen (1 208)
27. Tobadill (497)
28. Tösens (669)
29. Zams (3 273)

## Fordítás
Ez a szócikk részben vagy egészben  a   Landeck District című angol Wikipédia-szócikk fordításán alapul.  Az eredeti cikk szerkesztőit annak laptörténete sorolja fel. Ez a jelzés csupán a megfogalmazás eredetét és a szerzői jogokat jelzi, nem szolgál a cikkben szereplő információk forrásmegjelöléseként.